# شارع الحب (مسلسل)
شارع الحب (بالبرتغالية: Avenida Brasil‏) هو تيلينوفيلا برازيلية، من تأليف جواو إيمانويل كارنيرو واخراج ريكاردو وادينتون، تم إنتاجها وتقديمها من قبل قناة غلوبو وعرضت في الفترة من 26 مارس إلى 19 أكتوبر 2012.

## القصة
جينيزيو أرمل وحيد والد لفتاة صغيرة تدعى ريتا، الزواج من فتاة بسيطة كارمن لوسيا، معتبرا أنه مثل أي أفضل بديل للأم الفتاة. وقالت انها أيضا يخفي وراء ابتسامته اللطيفة وله النوايا الحسنة جوهر الخسيس شخص غدرا. كانت مدعومة من قبل ماكس يزيل خروج من الطريق من زوجها، وبعد وفاته المأساوية يدرك ان الوريث الوحيد لرجل يبلغ من العمر بقي ريتا. كارمين يلقي ابنة زوجته في مقالب النفايات.

## بطولة
- موريلو بينيشيو
- ديبورا فالابيلا
- أدريانا إستيفيس
- كاوا ريموند
- ألكسندر بورجيس
- فيرا هولتز
- جوزيف دي أبريوبثه
- ناتاليا ديل
- ايزيس فالفيردي
- الويزا بيريزي
- مارسيلو نوفايس
- فابيولا ناسيمنتو
- اوتافيو أوغوستو
- بولا بورلاماقي
- كارول ابراس
- برونو جيسوني
- تياجو مارتينس
- ديبورا ناسيمنتو
- جوليانو كازاري
- جوزيف لوريتو
- فيليبي أبيب
- بيانكا كومباراتو
- كاكاو بروتازيو
- دنييل روشا أزيفيدو
- روني كريفات
- كلاوديا ميسورا
- باتريشيا دي جيزوس
- ليتيسيا ايسنارد
- لوانا مارتاو
- مارسيلا فالينتي
- اميليانو دافيلا

عرض:
- ميل مايا

ضيف مميز:
- ديبورا بلوك
- جوكا دي اوليفيرا

الممثلات دعوة:
- كارولينا فيراز
- الياني جيارديني
- كاميلا مورجادو
- بيتي فاريا

ضيف نجوم:
- ماركوس كاروزو
- ايلتون غراسا

بالاشتراك مع:
- توني راموس
- جوان انريقي غاغو
- أنا كارولينا لانيس
- أندريه لويز ميراندا
- برونا غريفان
- جوان فرنانديس
- فيليام فيتا
- جورجي أموريم
- لياندرو سنتانا
- موريلو برانكو
- ماريو ارميتو
- لوي ستراسبورجر
- لوكاس سيموينش
- فيلما ميلو
- مارسيو تديو
- رودريغو رانجل
- فيسنتيني غوميس
- كلاوديا أسونسان
- فيليبي تيتو
- بدرو لوكاس كرونمبرغ
- جوان بدرو كرفاليو
- اليني شافير
- برازيريس بربوزا
- جي مارتو
- جزيف راموس
- كيكو بيسولاتو
- ريتا غيديس

## روابط خارجية
- شارع الحب على موقع IMDb (الإنجليزية)
- شارع الحب على موقع كينوبويسك (الروسية)
- شارع الحب على موقع قاعدة بيانات الفيلم (الإنجليزية)